# Neufchâtel-Hardelot

Neufchâtel-Hardelot este o comună în departamentul Pas-de-Calais, Franța. În 1 ianuarie 2022 avea o populație de 3.993 de locuitori.